# Delta Sextantis
Delta Sextantis (δ Sex / 29 Sextantis) es una estrella en la constelación de Sextans, el sextante.
De magnitud aparente +5,18, es la cuarta más brillante en su constelación después de α Sextantis, γ Sextantis y β Sextantis.
Se encuentra a 322 años luz del sistema solar.
Delta Sextantis es una estrella blanco-azulada de la secuencia principal de tipo espectral B9.5V.
Tiene una temperatura efectiva de 10.360 K y su luminosidad es 95 veces superior a la luminosidad solar.
Con un radio 2,3 veces más grande que el del Sol, rota con una velocidad proyectada entre 140 y 172 km/s.
Posee una masa 2,82 veces mayor que la masa solar y, en cuanto a su edad, ha discurrido ya 3/4 partes de su etapa como estrella la secuencia principal.
Delta Sextantis muestra una abundancia relativa de hierro inferior a la solar en un 70% ([Fe/H] = -0,52). El magnesio manifiesta idéntica tendencia, mientras que el nivel de silicio es mucho más parecido al del Sol.
Recientes estudios revelan que un amplio número de estrellas de tipo B también presentan anomalías químicas —en cuanto a que los niveles de los distintos metales difieren de los solares—, hasta ahora circunscritas a estrellas más frías de tipo Am y Fm.